# Wikicitáty

Logo Wikicitátů

Wikicitáty (z anglického Wikiquote) jsou sesterský projekt Wikipedie, obsahující sbírku citátů a přísloví. Projekt byl spuštěn 27. června 2003, původně v angličtině. Česká mutace vznikla 21. srpna 2004.
| Pořadí | Verze       | Počet článků |
| ------ | ----------- | ------------ |
| 1      | italská     | 49 704       |
| 2      | anglická    | 49 232       |
| 3      | polská      | 25 391       |
| 4      | ruská       | 16 509       |
| 5      | česká       | 13 002       |
| 6      | estonská    | 12 255       |
| 7      | portugalská | 11 298       |
| 8      | ukrajinská  | 9 574        |
| 9      | perská      | 9 252        |
| 10     | hebrejská   | 9 050        |

Náměty jsou rozděleny podle zemí, podle osobností, podle literárních děl, podle profesí, podle témat a podle kategorií (epitafy, slavné výroky apod.).
V lednu 2024 projekt Wikicitátů obsahoval přes 313 500 hesel v 73 různých jazycích, z toho 51 verzí mělo více než 500 hesel. Bylo zde registrováno přes 4 216 000 uživatelů, z nichž okolo 1 700 bylo aktivních – editujících v posledních 30 dnech. Celkem bylo evidováno 207 správců. Podle počtu článků byla největší italská jazyková verze, která obsahovala přes 49 700 hesel (15,9 % z celkového rozsahu projektu). Další rozsáhlé verze byly anglická (15,7 %), polská (8,1 %) nebo ruská (5,3 %). Více než 65,5 % všech hesel bylo napsáno v deseti největších verzích.
Česká verze byla na 5. místě. Obsahovala přes 13 000 hesel, což činí 4,1 % z celkového počtu všech hesel z jazykových verzí. Pracovali pro ni 2 správci. Registrováno bylo přes 19 000 uživatelů, z nichž bylo asi 25 aktivních.
V roce 2019 bylo zobrazeno okolo 1,7 milionu dotazů. Denní průměr byl 4 720 a měsíční 143 577 dotazů. Nejvíce dotazů bylo zobrazeno v březnu (172 651), nejméně v červnu (98 623). Nejvíce dotazů za den přišlo ve čtvrtek 31. ledna (21 296), nejméně v neděli 23. června (2 518).